# 美國聖經公會
美国圣经公会，(英語：The American Bible Society，ABS) ，建立于1816年纽约，翻译出版发行《圣经》，以及圣经工具书和辅导材料。美国圣经公会1865年在纽约百老汇建立一所大楼，至今收藏了45,000卷各类手稿和圣经译本，是仅次于梵蒂冈的世界第二大圣经博物馆。现在总部大楼位于曼哈顿。现任公会主席是Dr. R. Lamar Vest。